# 1815 en littérature
| Années de la littérature : 1812 - 1813 - 1814 - 1815 - 1816 - 1817 - 1818    |
| Décennies de la littérature : 1780 - 1790 - 1800 - 1810 - 1820 - 1830 - 1840 |

Cet article présente les faits marquants de l'année 1815 en littérature.

## Événements
- Réunions du groupe littéraire Arzamas à Saint-Pétersbourg (1815-1818) : Joukovski, Pouchkine, Batiouchkov, Viazemski.
- Chansons morales et autres, recueil de Béranger, qui lui vaut l’emprisonnement en 1815 et en 1828.
- Les Philadelphes.

## Essais
- Histoire des sociétés secrètes de l’armée de Charles Nodier.
- Traité de la volonté d’Antoine Destutt de Tracy.

- Bernardin de Saint-Pierre, Les Harmonies de la nature, vol. 1, Paris, chez Méquignon-Marvis en, 1815 (présentation en ligne), essais posthume rédigé vers 1796, en trois volumes 2 3.

## Romans
- Contes d’enfants et du foyer (Kinder- und Hausmärchen, 1812-1815) des frères Grimm.
- L'histoire de la Perse, depuis les temps les plus anciens jusqu'à l'époque actuelle de John Malcolm[1]
- Guy Mannering de Walter Scott
- Emma  de Jane Austen

## Principales naissances
- 6 mai : Eugène Labiche, dramaturge français († 22 janvier 1888).

## Principaux décès
- 10 juin : Pierre Joseph Alexis Roussel, écrivain français (° 11 septembre 1758).